# Gyrinus borealis
Gyrinus borealis is een keversoort uit de familie van schrijvertjes (Gyrinidae). De wetenschappelijke naam van de soort is voor het eerst geldig gepubliceerd in 1833 door Dejean.